# Борец аянский
Борец аянский (лат. Aconitum ajanense) — многолетнее травянистое растение, вид рода Борец (Aconitum) семейства Лютиковые (Ranunculaceae).

## Распространение и экология
Ареал вида охватывает побережье Охотского моря. Эндемик.
Произрастает в долинных лесах.

## Ботаническое описание
Стебель высотой до 60 см, прямой, неветвистый или слабо ветвистый только у основания соцветия, в нижней части голый, в верхней покрыт жёлтыми, курчавыми волосками.
Листья скучены у основания и в нижней части стебля, на длинных, до 20 см черешках. Пластинка листа тонкая, снизу и сверху почти голая, по жилкам сверху тёмно-зелёная, снизу серо-зелёная, блестящая, по краям ресничатая, формою напоминает листья бореца лютиковидного.
Соцветие — конечная редкоцветная кисть из крупных серно-жёлтых цветков, сидящих на цветоножках почти равных цветкам. Прицветники маленькие, нитевидные, сидят в средней части или у основания цветоножки. Шлем широко-булавовидный с сильно выдающимся носиком, несущим на конце тёмное пятно, высота шлема от 17—23 мм, ширина в верхней и средней части до 7 мм, на уровне носика до 15 мм. Боковые доли околоцветника яйцевидные, длиной 0,8 см и шириной 0,7—0,9 см; нижние доли оттянуты вниз, неравные, длиной 0,7—1 см, шириной 0,2—3 и 0,4—0,5 см, снаружи опушённые, внутри голые. Шпорец нектарника загнут полуспирально, пластинка равна 1/3 ноготка и заканчивается округлой губой; тычинки голые, с середины расширенные, с зубцами с одной или с обеих сторон; завязей 3, голых или реже опушенных.

## Таксономия
Вид Борец аянский входит в род Борец (Aconitum) трибы Живокостные (Delphinieae) подсемейства Лютиковые (Ranunculoideae) семейства Лютиковые (Ranunculaceae) порядка Лютикоцветные (Ranunculales).
|  |                       |  |                                               |                                               |                                         |  | ещё четыре подсемейства (согласно Системе APG II) | ещё четыре подсемейства (согласно Системе APG II) |                                           |  |  |  | ещё 2 рода              | ещё 2 рода        |  |  |
|  |                       |  |                                               |                                               |                                         |  | ещё четыре подсемейства (согласно Системе APG II) | ещё четыре подсемейства (согласно Системе APG II) |                                           |  |  |  | ещё 2 рода              | ещё 2 рода        |  |  |
|  |                       |  |                                               | семейство Лютиковые                           |                                         |  |                                                   |                                                   | триба Живокостные                         |  |  |  |                         | вид Борец аянский |  |  |
|  |                       |  |                                               | семейство Лютиковые                           |                                         |  |                                                   |                                                   | триба Живокостные                         |  |  |  |                         | вид Борец аянский |  |  |
|  | порядок Лютикоцветные |  |                                               |                                               | подсемейство Лютиковые (Ranunculoideae) |  |                                                   |                                                   | род Борец, или Аконит                     |  |  |  |                         |                   |  |  |
|  | порядок Лютикоцветные |  |                                               |                                               |                                         |  |                                                   |                                                   |                                           |  |  |  |                         |                   |  |  |
|  |                       |  | ещё десять семейств (согласно Системе APG II) | ещё десять семейств (согласно Системе APG II) |                                         |  |                                                   | ещё восемь триб (согласно Системе APG II)         | ещё восемь триб (согласно Системе APG II) |  |  |  | ещё от 250 до 300 видов |                   |  |  |
|  |                       |  |                                               | ещё десять семейств (согласно Системе APG II) |                                         |  |                                                   |                                                   | ещё восемь триб (согласно Системе APG II) |  |  |  |                         |                   |  |  |

Вид близок к борецу лютиковидному (Aconitum ranunculoides Turcz. ex Ledeb.) и может быть рассмотрен как дальневосточная раса этого вида. От бореца лютиковидного отличается более крупными размерами цветов, формой шлема и шпорцем нектарника.